# 東松山陸上競技場
東松山陸上競技場（ひがしまつやまりくじょうきょうぎじょう）とは、埼玉県東松山市の岩鼻運動公園内にある陸上競技場で、日本陸連第三種公認競技場である。
1999年8月完成。サッカー用コートの芝生の整備がよいことで知られ、Jサテライトリーグで浦和レッズ戦の会場にも使われる。

## 施設概要
- 400メートルトラック（全天候型8コース）
- サッカー用コート（高麗芝）
- 場外ジョギングコース（600メートル）

## 住所
- 埼玉県東松山市大字松山1481 岩鼻運動公園内

## アクセス
- 東武東上線東松山駅北東2.2km
- 東松山駅東口から川越観光バス 「HM-01系統：マイタウン循環」ゆき「市営住宅」バス停徒歩3分（1時間あたり4～6本運行）